# Episteira enochra
Episteira enochra är en fjärilsart som beskrevs av Louis Beethoven Prout 1934. Episteira enochra ingår i släktet Episteira och familjen mätare. Inga underarter finns listade i Catalogue of Life.